# Filid
Filid ['fʼilʼð] („Dichter“ oder „Barden“), Singular fili oder (jünger) file, ist die Bezeichnung für Dichter oder Barden im mittelalterlichen Irland. Der lateinische Name ist bardi, der altirische baird, der kymrische bard bzw. awenydd. Die filid zählten zum Kultpersonal der Keltischen Religion, gemeinsam mit den Druiden und Vates, und hatten einen hohen gesellschaftlichen Stand. Ihr Amt war erblich und galt auch außerhalb des eigenen Stammesverbandes (tuath).

## Ausbildung und Aufgaben
Ebenso wie die Barden und Vates mussten die filid eine Ausbildung durchlaufen, in der sie die mündlich tradierten Kenntnisse vermittelt bekamen. Sie hatten Fähigkeiten im Verfassen von Preis- und Schmähgedichten (altirisch glám dícenn oder áer) zu erwerben und ihrerseits wieder Adepten auszubilden. Sie mussten den zukünftigen Herrscher durch Magie erkennen (tarb-feis, „Stierschlaf“), beherrschten Praktiken des Weissagens, besaßen umfassendes Wissen, Heilkraft und andere magische Fähigkeiten. Wegen der „Schriftverweigerung“ in der Tradierung mystischen Wissens wurden diese Kenntnisse erst später aufgezeichnet. Das Buch Auraicept na n-Éces („Leitfaden für den gelehrten Dichter“) ist eine Sammlung von Regeln für Grammatik und Metrik, die ein fili zu beherrschen hatte, ebenso mussten die Dindsenchas („Ortsnamenerklärungen“) studiert werden.
In der Erzählung Sanas Cormaic („Cormacs Flüstern“) wird über den imbas forosna („das umfassende aufhellende Wissen“) berichtet: Der fili kaut ein Stück rohes Fleisch, singt eine Beschwörung und fällt in Trance. Nach kurzer oder längerer Zeit erwacht er und beantwortet alle vorher gestellten Fragen. Weitere mantische Praktiken sind das teinm laída („Aufbrechen, Prophezeiung im Gesang“), das díchetal do chennaib („Anrufung von den Knochenenden her“) und die schon genannte tarb-feis. Die tarb-feis wird in der Sage Togail Bruidne Da Derga („Die Zerstörung der Halle Da Dergas“) geschildert. Wenn der fili bei der Wiedergabe einer Prophezeiung log, so sollen ihm die Lippen abgestorben sein.
Nach verschiedenen Traditionen soll es eine Rangordnung mit bis zu sieben Stufen gegeben haben, die je nach Kenntnissen vergeben wurden. Die höchste Stufe, der oberste Dichter Irlands, wurde ollam genannt. Der ollam musste alle vier oben genannten Praktiken beherrschen. Als ollam flatha bezeichnete man den persönlichen Dichter eines Herrschers, der zu diesem in einem besonderen Vertrauensverhältnis stand. Im heutigen Irland wird ein Universitätsprofessor als ollamh bezeichnet. In der irischen Sage Immacallam in dá Thuarad („Die Unterredung der beiden Weisen“) wird ein Wettstreit zweier filid vor dem König um den Titel eines ollam beschrieben.
Die Aufgaben der filid überschnitten sich mit denen der Druiden und Vates. Vor allem nach der Beseitigung des Druidentums im Zuge der Christianisierung der britischen Inseln übernahmen sie deren Aufgaben.
In Wales wurde der oberste Dichter pencerdd (von cerd, „Kunst“) genannt, der dem fili entsprechende Geschichtenerzähler hieß cyfarwydd. Nach den überlieferten Walisischen Rechtstexten wurden Dichter und Schmiede als Künstler gesehen. Ihre Tätigkeit war für Unfreie verboten und ihre Stellung an den Fürstenhöfen war entsprechend hoch. In der Erzählung Math fab Mathonwy („Math, der Sohn Mathonwys“), dem vierten Zweig des Mabinogi, gibt sich Gwydyon als pencerdd aus, um so das Vertrauen von Pryderi zu erschleichen, den er um seine Schweineherde betrügen will.